# Pleasure EP
 (février 2024).
Si vous disposez d'ouvrages ou d'articles de référence ou si vous connaissez des sites web de qualité traitant du thème abordé ici, merci de compléter l'article en donnant les références utiles à sa vérifiabilité et en les liant à la section « Notes et références ».
Albums de Semisonic
Great Divide
(1996)
Pleasure est le premier disque (EP) du groupe de rock alternatif Semisonic. Il a été enregistré et est sorti en 1995.

## Titres de l'album
1. The Prize - 3:54
2. Brand New Baby - 3:31
3. In The Veins - 3:48
4. Wishing Well - 4:40
5. Star - 3:43
6. Sculpture Garden - 2:49
7. Drum Lesson (Interlude) - 0:20
8. The Gift - 2:37
9. Shuffle Fragments (Interlude) - 0:09
10. ...Shuffle Fragments - 0:09
11. Shuffle Fragments (Interlude) - 0:17
12. Shuffle Fragments (Interlude) - 0:22
13. Shuffle Fragments (Interlude)	- 0:04
14. ...Shuffle Fragments - 0:24

## Musiciens
- Dan Wilson : guitare, chant
- John Munson : basse
- Jacob Slichter : batterie